# Vincenzo Fiorillo
Vincenzo Fiorillo (Genova, 13 gennaio 1990) è un calciatore italiano, portiere della Carrarese.
Con 224 presenze complessive, è il portiere con più incontri giocati nella storia del Pescara.

## Biografia
È originario del quartiere genovese di Oregina, da cui trae il soprannome Falco di Oregina.

## Carriera

### Club

#### Gli inizi: Sampdoria
Inizia a giocare nella A.S.D. Nuova Oregina Calcio, per poi passare nel settore giovanile della Sampdoria.
Nella stagione 2007-2008 viene aggregato alla prima squadra come terzo portiere. Il 10 aprile 2008 è tra gli artefici della vittoria della prima Coppa Italia Primavera nella storia della Sampdoria: nella finale giocata contro l'Atalanta para, dopo i tempi supplementari, due dei quattro rigori calciati dagli avversari. L'esordio in Serie A avviene all'età di 18 anni, il 13 aprile 2008, a Reggio Calabria, subentrando a Luca Castellazzi al 20' del secondo tempo di Reggina-Sampdoria (1-0). L'8 giugno conquista invece il primo Campionato Primavera della storia della Sampdoria, battendo l'Inter in finale (3-2).
Nel febbraio 2009 disputa la finale del Torneo di Viareggio persa contro la Juventus, dove però viene eletto miglior portiere della manifestazione. Il 24 maggio 2009, alla sua seconda presenza in Serie A, esordisce da titolare allo Stadio Luigi Ferraris in Sampdoria-Udinese (2-2), e la settimana successiva viene di nuovo impiegato da titolare in Palermo-Sampdoria (2-2).

#### Sampdoria ed i prestiti a Reggina e Spezia
Nella stagione 2009-2010 viene promosso come secondo portiere dietro Castellazzi ma alla fine del girone di andata, nella finestra di mercato invernale, passa in prestito alla Reggina in Serie B attraverso uno scambio di prestiti con il portiere Mario Cassano. Esordisce con la nuova maglia il 16 gennaio 2010 in Reggina-Cesena (1-3). Disputa 5 partite ma a fine febbraio perde il posto da titolare a scapito di Pietro Marino che lo mantiene sino al termine della stagione.
Nella stagione 2010-2011 fa ritorno alla Sampdoria, dove si trova a ricoprire il ruolo di terzo portiere dietro Curci e Da Costa. Il 5 gennaio 2011 si trasferisce in prestito allo Spezia in Lega Pro Prima Divisione. L'esordio con la maglia aquilotta avviene il 9 gennaio in occasione di Spezia-Reggiana (2-0). Ottiene 8 presenze in campionato fino alla fine della stagione.
Nella stagione 2011-2012 torna di nuovo alla Sampdoria, appena retrocessa in Serie B. Ricopre ancora una volta il ruolo di terzo portiere, dietro Romero e Da Costa. La Sampdoria viene promossa in Serie A dopo i play-off, ma lui non ottiene nessuna presenza.

#### Livorno

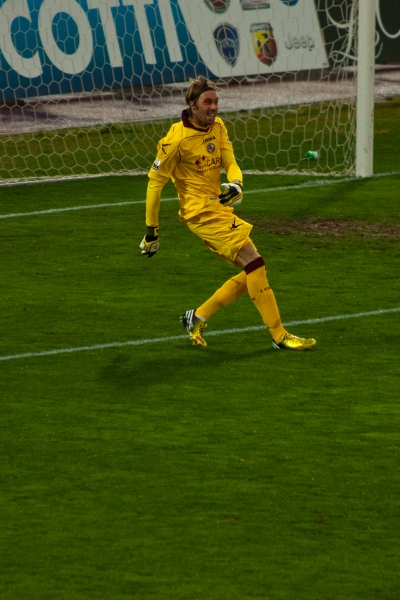
Fiorillo al Livorno

Il 4 agosto 2012 viene ceduto, in prestito con diritto di riscatto e controriscatto a favore della Samp, al Livorno in Serie B. Dall'8 ottobre, in occasione della gara Livorno-Spezia 1-5, nella quale subentra al 12º minuto a Savvas Gentsoglou in seguito all'espulsione di Luca Mazzoni, diventa titolare dei Labronici a causa del brutto infortunio subito dal collega di reparto.
L'11 febbraio 2013 s'infortuna durante la partita Empoli-Livorno 2-1 ed è costretto a lasciare il campo al 40' del primo tempo. Il 9 marzo ritorna a difendere la porta degli amaranto in occasione di Livorno-Reggina 3-3 ma la sua prestazione è disastrosa dimostrandosi incerto in tutti i 3 gol dei calabresi. Conclude la stagione giocando in totale 28 partite di campionato, subendo 26 reti.
Il 21 giugno la Sampdoria comunica di aver esercitato la contro-opzione relativa ai diritti sportivi del calciatore; così facendo Vincenzo torna alla società blucerchiata.

#### Il ritorno alla Samp e la comproprietà alla Juve
Alla Sampdoria per la stagione 2013-2014 ricopre il ruolo di secondo portiere dietro Da Costa, giocando le due partite di Coppa Italia (Sampdoria-Hellas Verona 4-1 e Roma-Sampdoria 1-0) e le ultime 5 giornate di campionato nelle quali subisce 13 reti.
Il 31 gennaio 2014 la Sampdoria comunica la cessione della metà del cartellino del giocatore alla Juventus in cambio della metà del cartellino di Stefano Beltrame. Il 19 aprile il mister Siniša Mihajlović gli concede l'esordio stagionale in campionato facendolo giocare dal primo minuto la sfida Catania-Sampdoria (2-1).
Il 19 giugno la Sampdoria comunica di aver rinnovato con la Juventus l'accordo di partecipazione relativo al calciatore.

#### Pescara
Il 22 luglio seguente passa in prestito al Pescara dove gioca 26 partite di Serie B piazzandosi all'ultimo posto nella Top 15 dei portieri di Serie B secondo una classifica stilata dalla Lega Serie B.
Il 25 giugno 2015 la Juventus riscatta l'altra metà del cartellino di proprietà della Sampdoria, e il 24 luglio cede nuovamente in prestito il portiere genovese al Pescara. Disputa la sua seconda stagione da titolare, e contribuisce alla promozione in Serie A del Pescara, che vince i play-off.
Nell'estate 2016 viene riscattato dal Pescara, ma con l'arrivo del portiere argentino Albano Bizzarri viene relegato a secondo portiere.
Dalla stagione 2017-2018 ritorna primo portiere dei Delfini.
In totale colleziona 224 presenze con la maglia degli abruzzesi, restandoci dal 2014 fino alla fine della stagione 2020-2021, conclusasi negativamente per la squadra con la retrocessione in Serie C. Con 224 presenze, è il settimo giocatore per presenze complessive nella storia del Pescara, nonché il primo come portiere di questa classifica.

#### Salernitana
Il 6 agosto 2021 viene ceduto alla Salernitana con cui firma un contratto quadriennale, tornando così nella massima serie dopo 4 anni di cadetteria. Debutta con i granata nella sconfitta esterna contro il Genoa per 1-0 (partita di Coppa Italia). Il 17 dicembre 2021 torna a giocare in Serie A nella sconfitta dei campani per 5-0 contro l'Inter. Inizialmente parte come secondo portiere alle spalle di Belec ma dopo l'acquisto di Luigi Sepe diventa il terzo.
Nella stagione successiva, dopo la cessione del portiere sloveno, torna ad essere il secondo portiere dei granata, salvo poi essere relegato nuovamente al ruolo di terzo a seguito dell'acquisto del messicano Ochoa durante la sessione invernale del calcio mercato. A maggio 2024, con la retrocessione matematica della squadra campana, trova continuità nelle partite finali del campionato.

#### Carrarese
Il 31 gennaio 2025 viene ceduto in prestito fino al termine della stagione alla Carrarese.
Il 15 luglio 2025 viene acquistato a titolo definitivo dai toscani.

### Nazionale
Con l'Under-19 nel 2008 ha partecipato all'Europeo U-19, dove è stato giudicato miglior portiere della competizione.
Il 25 marzo 2009 esordisce da titolare in Nazionale Under-21, con il tecnico Pierluigi Casiraghi, nell'amichevole Austria-Italia (2-2) giocata a Vienna.
Dopo aver partecipato ai Giochi del Mediterraneo con l'Under-20, nel 2009 prende parte anche al Mondiale U-20 in Egitto, dove veste la fascia di capitano. Negli ottavi di finale contro la Spagna para un rigore decisivo; gli azzurri vengono poi eliminati ai quarti di finale dall'Ungheria.
Il 15 novembre 2011 debutta con la Nazionale Under-21 di Serie B  di Massimo Piscedda e risulterà essere uno dei migliori in campo nella vittoria per 1-2 contro la Russia.

## Statistiche

### Presenze e reti nei club
Statistiche aggiornate al 13 maggio 2025.
| Stagione           | Squadra            | Campionato         | Campionato | Campionato | Coppe nazionali | Coppe nazionali | Coppe nazionali | Coppe continentali | Coppe continentali | Coppe continentali | Altre coppe | Altre coppe | Altre coppe | Totale | Totale |
| Stagione           | Squadra            | Comp               | Pres       | Reti       | Comp            | Pres            | Reti            | Comp               | Pres               | Reti               | Comp        | Pres        | Reti        | Pres   | Reti   |
| ------------------ | ------------------ | ------------------ | ---------- | ---------- | --------------- | --------------- | --------------- | ------------------ | ------------------ | ------------------ | ----------- | ----------- | ----------- | ------ | ------ |
| 2007-2008          | Sampdoria          | A                  | 1          | 0          | CI              | 0               | 0               | CU                 | 0                  | 0                  | -           | -           | -           | 1      | 0      |
| 2008-2009          | Sampdoria          | A                  | 2          | -4         | CI              | 0               | 0               | CU                 | 0                  | 0                  | -           | -           | -           | 2      | -4     |
| 2009-gen. 2010     | Sampdoria          | A                  | 1          | -1         | CI              | 1               | -2              | -                  | -                  | -                  | -           | -           | -           | 2      | -3     |
| gen.-giu. 2010     | Reggina            | B                  | 5          | -8         | CI              | -               | -               | -                  | -                  | -                  | -           | -           | -           | 5      | -8     |
| 2010-gen. 2011     | Sampdoria          | A                  | 0          | 0          | CI              | 0               | 0               | UCL+UEL            | 0                  | 0                  | -           | -           | -           | 0      | 0      |
| gen.-giu. 2011     | Spezia             | 1D                 | 8          | -11        | CI+CI-LP        | 0               | 0               | -                  | -                  | -                  | -           | -           | -           | 8      | -11    |
| 2011-2012          | Sampdoria          | B                  | 0          | 0          | CI              | 0               | 0               | -                  | -                  | -                  | -           | -           | -           | 0      | 0      |
| 2012-2013          | Livorno            | B                  | 28         | -26        | CI              | 1               | 0               | -                  | -                  | -                  | -           | -           | -           | 29     | -26    |
| 2013-2014          | Sampdoria          | A                  | 5          | -13        | CI              | 2               | -2              | -                  | -                  | -                  | -           | -           | -           | 7      | -15    |
| Totale Sampdoria   | Totale Sampdoria   | Totale Sampdoria   | 9          | -18        |                 | 3               | -4              |                    | 0                  | 0                  |             | -           | -           | 12     | -22    |
| 2014-2015          | Pescara            | B                  | 26+5       | -35 + -4   | CI              | 2               | -1              | -                  | -                  | -                  | -           | -           | -           | 33     | -40    |
| 2015-2016          | Pescara            | B                  | 33+4       | -39 + -3   | CI              | 2               | -4              | -                  | -                  | -                  | -           | -           | -           | 39     | -46    |
| 2016-2017          | Pescara            | A                  | 9          | -15        | CI              | 1               | -3              | -                  | -                  | -                  | -           | -           | -           | 10     | -18    |
| 2017-2018          | Pescara            | B                  | 34         | -50        | CI              | 2               | -4              | -                  | -                  | -                  | -           | -           | -           | 36     | -54    |
| 2018-2019          | Pescara            | B                  | 32+2       | -40 + -1   | CI              | 2               | -3              | -                  | -                  | -                  | -           | -           | -           | 36     | -44    |
| 2019-2020          | Pescara            | B                  | 28+2       | -41 + -3   | CI              | 2               | -4              | -                  | -                  | -                  | -           | -           | -           | 32     | -48    |
| 2020-2021          | Pescara            | B                  | 38         | -60        | CI              | 0               | 0               | -                  | -                  | -                  | -           | -           | -           | 38     | -60    |
| Totale Pescara     | Totale Pescara     | Totale Pescara     | 200+13     | -280 + -11 |                 | 11              | -19             |                    | -                  | -                  |             | -           | -           | 224    | -310   |
| 2021-2022          | Salernitana        | A                  | 1          | -5         | CI              | 1               | -1              | -                  | -                  | -                  | -           | -           | -           | 2      | -6     |
| 2022-2023          | Salernitana        | A                  | 1          | -2         | CI              | 0               | 0               | -                  | -                  | -                  | -           | -           | -           | 1      | -2     |
| 2023-2024          | Salernitana        | A                  | 4          | -8         | CI              | 1               | -6              | -                  | -                  | -                  | -           | -           | -           | 5      | -14    |
| 2024-gen. 2025     | Salernitana        | B                  | 5          | -9         | CI              | 1               | -3              | -                  | -                  | -                  | -           | -           | -           | 6      | -12    |
| Totale Salernitana | Totale Salernitana | Totale Salernitana | 11         | -24        |                 | 3               | -10             |                    | 0                  | 0                  |             | -           | -           | 14     | -34    |
| gen.-giu. 2025     | Carrarese          | B                  | 12         | -16        | CI              | -               | -               | -                  | -                  | -                  | -           | -           | -           | 12     | -16    |
| Totale carriera    | Totale carriera    | Totale carriera    | 286        | -394       |                 | 18              | -33             |                    | 0                  | 0                  |             | -           | -           | 304    | -427   |

## Palmarès

### Club

#### Competizioni giovanili
- Campionato Primavera: 1

Sampdoria: 2007-2008
- Coppa Italia Primavera: 1

Sampdoria: 2007-2008
- Supercoppa Primavera: 1

Sampdoria: 2008

### Individuale
- Miglior Portiere dell'Europeo Under-19 2008
- Miglior Portiere del Torneo di Viareggio 2009